# Suécia na Copa do Mundo FIFA de 2002
| Suécia 13º lugar (eliminada nas oitavas-de-final) | Suécia 13º lugar (eliminada nas oitavas-de-final) |
| ------------------------------------------------- | ------------------------------------------------- |
| \| Oficial \| Alternativo \|                      |                                                   |
| Associação                                        | Associação Sueca de Futebol (SvFF)                |
| Confederação                                      | UEFA                                              |
| Participação                                      | 10ª                                               |
| Melhor resultado                                  | Vice-campeã (1958)                                |
| Treinador                                         | Lars Lagerbäck e Tommy Söderberg                  |
| Oficial                                           | Alternativo                                       |

A Seleção Sueca de Futebol participou pela décima vez da Copa do Mundo FIFA depois de se classificar em primeiro lugar no Grupo 4 das eliminatórias europeias, que teve ainda Turquia, Eslováquia, Macedônia, Moldávia e Azerbaijão.
Com 5 pontos de vantagem sobre a Turquia (que eliminou a Áustria com 2 vitórias na repescagem), a Suécia venceu 6 jogos e empatou 2, além de ter marcado 20 gols e sofrido apenas 3. Henrik Larsson foi o artilheiro da seleção nas eliminatórias, com 8 gols (empatado com Pedro Pauleta e Emmanuel Olisadebe).

## Jogadores convocados
Depois de não conseguir a classificação à Eurocopa de 1996 e à Copa de 1998, a Suécia promoveu o treinador da seleção Sub-21, Tommy Söderberg, para o comando da equipe principal, visando renovar um elenco envelhecido, excluindo os veteranos Thomas Ravelli, Martin Dahlin, Jonas Thern, Klas Ingesson e Tomas Brolin das convocações.
Na Eurocopa de 2000, a Suécia amargou a eliminação ainda na primeira fase, e Söderberg esteve próximo da demissão - especulava-se que Sven-Göran Eriksson, então técnico da Lazio, assumiria seu lugar. Porém, a Associação Sueca de Futebol surpreendeu ao colocar o auxiliar-técnico Lars Lagerbäck também como treinador da seleção.
Sem Roland Nilsson, Joachim Björklund, Gary Sundgren, Håkan Mild e Kennet Andersson, que não voltaram a ser convocados, a dupla manteve 14 jogadores do elenco que jogou a Eurocopa, incluindo 4 remanescentes da Copa de 1994 (o goleiro Magnus Hedman, os zagueiros Patrik Andersson e Teddy Lučić e o atacante Henrik Larsson). Magnus Svensson foi o jogador mais velho do time (33 anos), enquanto Andreas Isaksson e Zlatan Ibrahimović foram os atletas mais jovens (20 anos). Vários jogadores ficaram de fora da lista de convocados ou não foram lembrados pelos treinadores, entre eles Jörgen Pettersson, Yksel Osmanovski, Mattias Asper, Kennedy Bakircioglü, Mikael Nilsson, Christoffer Andersson, Pontus Kåmark, Kim Källström, Jesper Blomqvist, Fredrik Söderström, Jeffrey Aubynn, Johan Elmander, Rade Prica, Stefan Selaković, Eddie Gustafsson, Klebér Saarenpää e Stefan Ishizaki.
| Número | Jogador              | Posição       | Clube         |
| ------ | -------------------- | ------------- | ------------- |
| 1      | Magnus Hedman        | Goleiro       | Coventry City |
| 12     | Magnus Kihlstedt     | Goleiro       | København     |
| 23     | Andreas Isaksson     | Goleiro       | Djurgården    |
|        |                      |               |               |
| 2      | Olof Mellberg        | Defensor      | Aston Villa   |
| 3      | Patrik Andersson     | Defensor      | Barcelona     |
| 4      | Johan Mjällby        | Defensor      | Celtic        |
| 5      | Michael Svensson     | Defensor      | Troyes        |
| 13     | Tomas Antonelius     | Defensor      | Coventry City |
| 14     | Erik Edman           | Defensor      | Heerenveen    |
| 15     | Andreas Jakobsson    | Defensor      | Hansa Rostock |
| 16     | Teddy Lučić          | Defensor      | AIK           |
|        |                      |               |               |
| 6      | Tobias Linderoth     | Meio-campista | Everton       |
| 7      | Niclas Alexandersson | Meio-campista | Everton       |
| 8      | Anders Svensson      | Meio-campista | Southampton   |
| 9      | Fredrik Ljungberg    | Meio-campista | Arsenal       |
| 17     | Magnus Svensson      | Meio-campista | Brøndby       |
| 18     | Mattias Jonson       | Meio-campista | Brøndby       |
| 19     | Pontus Farnerud      | Meio-campista | Monaco        |
| 20     | Daniel Andersson     | Meio-campista | Venezia       |
|        |                      |               |               |
| 10     | Marcus Allbäck       | Atacante      | Heerenveen    |
| 11     | Henrik Larsson       | Atacante      | Celtic        |
| 21     | Zlatan Ibrahimović   | Atacante      | Ajax          |
| 22     | Andreas Andersson    | Atacante      | AIK           |

## Desempenho

### Empate com a Inglaterra
Sorteada no grupo F, com Argentina, Inglaterra e Nigéria (considerado como o "grupo da morte"), a Suécia iniciou a campanha empatando por 1 a 1 com o English Team. A Inglaterra abriu o placar aos 24 minutos do primeiro tempo, com o zagueiro Sol Campbell. Na segunda etapa, após 2 lances envolvendo Larsson (uma cabeçada para fora e um pênalti ignorado pelo árbitro brasileiro Carlos Eugênio Simon, Niclas Alexandersson aproveitou falha de Danny Mills e finalizou de perna esquerda, empatando a partida. A Suécia esteve perto da vitória aos 92 minutos, quando Larsson, após uma furada de Ashley Cole, chutou para fora do gol de David Seaman. Ao final do jogo, Lars Lagerbäck afirmou que a seleção poderia ter vencido se tivesse "um pouco de sorte".

### A vitória sobre a Nigéria
5 dias depois, a Suécia enfrentaria a Nigéria, que após a polêmica do uniforme verde com letras e números em branco usado no jogo contra a Argentina, vestiu o uniforme 2 (camisa, calção e meias brancos e com detalhes em verde), enquanto os nórdicos jogaram totalmente de azul (contra a Inglaterra, os jogadores usaram calções brancos). Sem Nwankwo Kanu (poupado) e precisando vencer para seguir com chances de classificação, as Super Águias abriram o placar aos 27 minutos da primeira etapa, com Julius Aghahowa - na comemoração, ele deu uma série de 7 cambalhotas. O gol (único da Nigéria na Copa) fez com que a Suécia pressionasse pelo empate, que veio aos 35, com Larsson.
A virada sueca veio aos 16 minutos do segundo tempo, quando Ifeanyi Udeze derrubou Larsson dentro da área. O próprio atacante bateu o pênalti com força, fazendo seu segundo gol no jogo. Lagerbäck admitiu que a partida foi difícil, mas que a seleção mereceu a vitória

### A classificação sobre a Argentina
Para o jogo contra a Argentina, a Suécia utilizou espiões para estudar o jogo da Albiceleste contra a Inglaterra, e Lagerbäck afirmou que a pressão estava maior sobre os jogadores argentinos
Patrik Andersson, capitão da seleção e um dos 4 remanescentes da Copa de 1994, não conseguiu se recuperar de lesões no quadril e na virilha, e a dupla de zaga foi formada novamente por Andreas Jakobsson e Johan Mjällby. Fredrik Ljungberg, mesmo com dores na costela, afirmou que estaria à disposição dos técnicos, mas eles optaram por Magnus Svensson.
A Argentina precisava ganhar da Suécia para conseguir a vaga nas oitavas-de-final, e pressionou Magnus Hedman por vários momentos, até os 30 minutos, quando os suecos melhoraram e conseguiram aumentar a posse de bola. O lance mais perigoso dos suecos no primeiro tempo foi em uma cobrança de falta de Larsson na intermediária, mas o atacante finalizou na barreira.
Com Andreas Andersson no lugar de Marcus Allbäck, a Suécia apostou na ligação direta, mas a Argentina seguia levando perigo ao gol de Hedman, que escapou de levar um gol de Gabriel Batistuta aos 8 minutos da segunda etapa - Batigol não conseguiu alcançar a bola, mesmo com o goleiro já batido no lance. No minuto seguinte, Anders Svensson assustou Pablo Cavallero ao bater uma falta rasteira, que passou perto do gol argentino.
Após a entrada de Hernán Crespo no lugar de Batistuta, Anders Svensson teve nova oportunidade para abrir o placar, desta vez cobrando falta com precisão. Na busca pelo empate, Marcelo Bielsa tirou Juan Sebastián Verón e Juan Pablo Sorín para colocar, respectivamente, Matías Almeyda e Kily González.
Depois de pressionar, a Argentina igualou o placar aos 87 minutos, após Ariel Ortega ser derrubado por Mattias Jonson. Crespo bateu e Hedman defendeu, mas no rebote o atacante mandou para o gol. Após uma finalização de Claudio López no lado de fora da rede, a Suécia terminou na liderança do "grupo da morte", e a Albiceleste caiu na primeira fase. Anders Svensson classificou seu gol de falta como "a melhor coisa que aconteceu em sua carreira", e Lars Lagerbäck dedicou a classificação aos jogadores.

### A eliminação para o Senegal
Antes do jogo contra o Senegal, Patrik Andersson não se recuperou de uma lesão no músculo adutor da coxa e foi cortado da Copa, regressando para Barcelona. Com a saída do zagueiro, Mjällby tornou-se o novo capitão do time. Houve ainda preocupações com Hedman e Ljungberg, mas o goleiro se recuperou e foi escalado, enquanto o meia ficou novamente de fora.
Henrik Larsson abriu o placar aos 11 minutos, após o goleiro senegalês Tony Sylva sair mal. Pressionada em seu campo de defesa, a Suécia voltaria ao ataque aos 34 minutos, quando Allbäck foi derrubado na grande área, mas o árbitro paraguaio Ubaldo Aquino não marcou o pênalti. 3 minutos depois, Henri Camara bateu no canto direito de Hedman e empatou a partida. Com o empate, o jogo foi para a prorrogação, e a primeira chance foi dos suecos, quando Anders Svensson finalizou na trave após uma sobra na área e girar; a resposta senegalesa veio com El-Hadji Diouf, que mandou a bola para fora.
Faltando 2 minutos para o término do primeiro tempo da prorrogação, Camara, sob a marcação da zaga sueca, recebeu na frente da área e chutou novamente no canto direito do gol sueco, fazendo o gol de ouro que eliminaria a Suécia da Copa.
Após o jogo, Lars Lagerbäck declarou que a seleção sueca criou as melhores chances e que a eliminação fora "injusta".